# Ramsau bei Berchtesgaden
Ramsau bei Berchtesgaden is een plaats en gemeente in de Duitse deelstaat Beieren, en maakt deel uit van het Landkreis Berchtesgadener Land.
Ramsau bei Berchtesgaden telt 1.714 inwoners.
De Sint-Sebastiaankerk en de Hintersee zijn overbekende beelden op schilderijen en toeristische affiches

## Geboren
- Anton Palzer (11 maart 1993), wielrenner en toerskiër

Ainring ·
Anger ·
Bad Reichenhall ·
Bayerisch Gmain ·
Berchtesgaden ·
Bischofswiesen ·
Freilassing ·
Laufen ·
Marktschellenberg ·
Piding ·
Ramsau b.Berchtesgaden ·
Saaldorf-Surheim ·
Schneizlreuth ·
Schönau a.Königssee ·
Teisendorf